# Lestes virgatus
Lestes virgatus är en trollsländeart som först beskrevs av Hermann Burmeister 1839.  Lestes virgatus ingår i släktet Lestes och familjen glansflicksländor. IUCN kategoriserar arten globalt som livskraftig. Inga underarter finns listade i Catalogue of Life.